# کوژیخوویتسه
کوژیخوویتسه (به چکی: Kožichovice) یک منطقهٔ مسکونی در جمهوری چک است که در منطقه تربیچ واقع شده‌است.
 کوژیخوویتسه ۱۰٫۶۴ کیلومتر مربع مساحت و ۳۶۸ نفر جمعیت دارد و ۴۶۵ متر بالاتر از سطح دریا واقع شده‌است.